# Чемпионат Африки по хоккею на траве среди женщин 2005
Чемпионат Африки по хоккею на траве среди женщин 2005 — 4-й розыгрыш чемпионата по хоккею на траве среди женских команд. Турнир прошёл с 2 по 8 октября 2005 года в городе Претория (ЮАР) на стадионе университета «Tshwane University of Technology». В турнире приняло участие 4 сборных. Одновременно там же проводился и чемпионат среди мужских команд.
Чемпионами в 3-й раз в своей истории стала сборная ЮАР, победив в финале сборную Ганы со счётом 6:1. Бронзовым призёром стала сборная Намибии, обыгравшая в матче за 3-е место сборную Нигерии со счётом 2:1 в овертайме.
Чемпионат также являлся квалификационным турниром для участия в чемпионате мира 2006. Путёвку на чемпионат получала одна команда — победитель турнира; соответственно, её получила сборная ЮАР.

## Результаты игр
Время начала матчей указано по UTC+02:00

### Групповой этап
| Команда | И | В | Н | П | ГЗ | ГП | +/- | Очки |
| ------- | - | - | - | - | -- | -- | --- | ---- |
| ЮАР     | 3 | 3 | 0 | 0 | 27 | 1  | +26 | 9    |
| Гана    | 3 | 0 | 2 | 1 | 2  | 6  | −4  | 2    |
| Намибия | 3 | 0 | 2 | 1 | 1  | 10 | −9  | 2    |
| Нигерия | 3 | 0 | 2 | 1 | 2  | 15 | −13 | 2    |

     Проходят в финал
     Проходят в матч за 3-4 место

### Плей-офф

#### Матч за 3-е место
| 8 октября 2005 11:00 | \| Намибия \| 2 – 1 д.в. \| Нигерия \| | .       |
| Намибия              | 2 – 1 д.в.                             | Нигерия |

#### Финал
| 8 октября 2005 16:00 | \| ЮАР \| 6 – 1 \| Гана \| | .    |
| ЮАР                  | 6 – 1                      | Гана |

## Итоговая таблица
| Место | Сборная |
| ----- | ------- |
| 1     | ЮАР     |
| 2     | Гана    |
| 3     | Намибия |
| 4     | Нигерия |